# Csapó Krisztián
Csapó Krisztián (1983. november 19. —) magyar jazz harsonás, zeneszerző, producer és session zenész. A Magyar Jazz Szövetség elnökségi tagja. A KRIZ művésznéven futó szólóprojekt alapítója, több nemzetközi lemezen közreműködött, és aktív szereplője a hazai jazz- és könnyűzenei életnek.

## Életrajz
- 1983-ban Budapesten született
- 1990-ben a Magyar Állami Operaház Gyermekkórusában kezdi zenei tanulmányait
- Később a Magyar Rádió- és Televízió Gyermekkarában, majd a Kodály Zoltán Magyar Kórusiskolában tanul tovább
- 1996-ban családjával Veresegyházra költözik
- 1996–1998: Lisznyay Szabó Gábor Zeneiskola növendéke
- 1997–1998: Gödöllői Református Líceum tanulója
- 1997–2002: Gödöllői Városi Fúvószenekar tagja, 1998-ban a Veresegyházi Városi Fúvószenekarban is játszott
- 1998-tól a Váci Zeneművészeti Szakközépiskola tanulója, 2002-ben érettségizett
- 2002–2007: Liszt Ferenc Zeneművészeti Egyetem jazz harsona szakos hallgatója (tanárai: Szalóky Béla, Gőz László, Friedrich Károly)
- 2004: első amerikai turné rézfúvós együttessel
- 2005–2006: SoulWhat zenekarral Ausztrália és Kína turné
- 2007: jazz harsona előadóművész-tanári diploma; első útja óceánjáró színházi zenekarában, később 90+ országban turnézott
- 2013: magánórák Elliot Mason és James Burton III művésztanároktól (New York)
- 2014: Trevor Mires magántanítványa (London)
- 2016: kaliforniai turné Bolba Éva zenekarával
- 2017: BJC Big Band tagja
- 2019: László Attila Fusion Circus, Budapest Ragtime Band tagja
- 2019: megnősül, két gyermek (Olivér – 2019, Hanna – 2021) édesapja
- 2021: saját egyedi hangszerét a svájci Fabian Bachi, a Haag Brass hangszerészmestere készíti el
- 2022: KRIZ – The Journey Home szólólemez, bemutató az Akvárium Klubban
- 2023: KRIZ – Jesús Molina-val teltházas koncert a MÜPA-ban
- 2023: Magyar Jazz Szövetség elnökségi tag, a JAZZER magazin és podcast szerkesztője
- 2023: Póka Egon Művészeti Akadémia – harsona szakirányfelelős, egyetemi művésztanár
- 2024: Budapest Ragtime Band tagjaként kínai turné (9 koncert)
- 2024: Csapó Krisztián Quintet – teltházas koncert a MÜPA-ban Andrea Motis közreműködésével

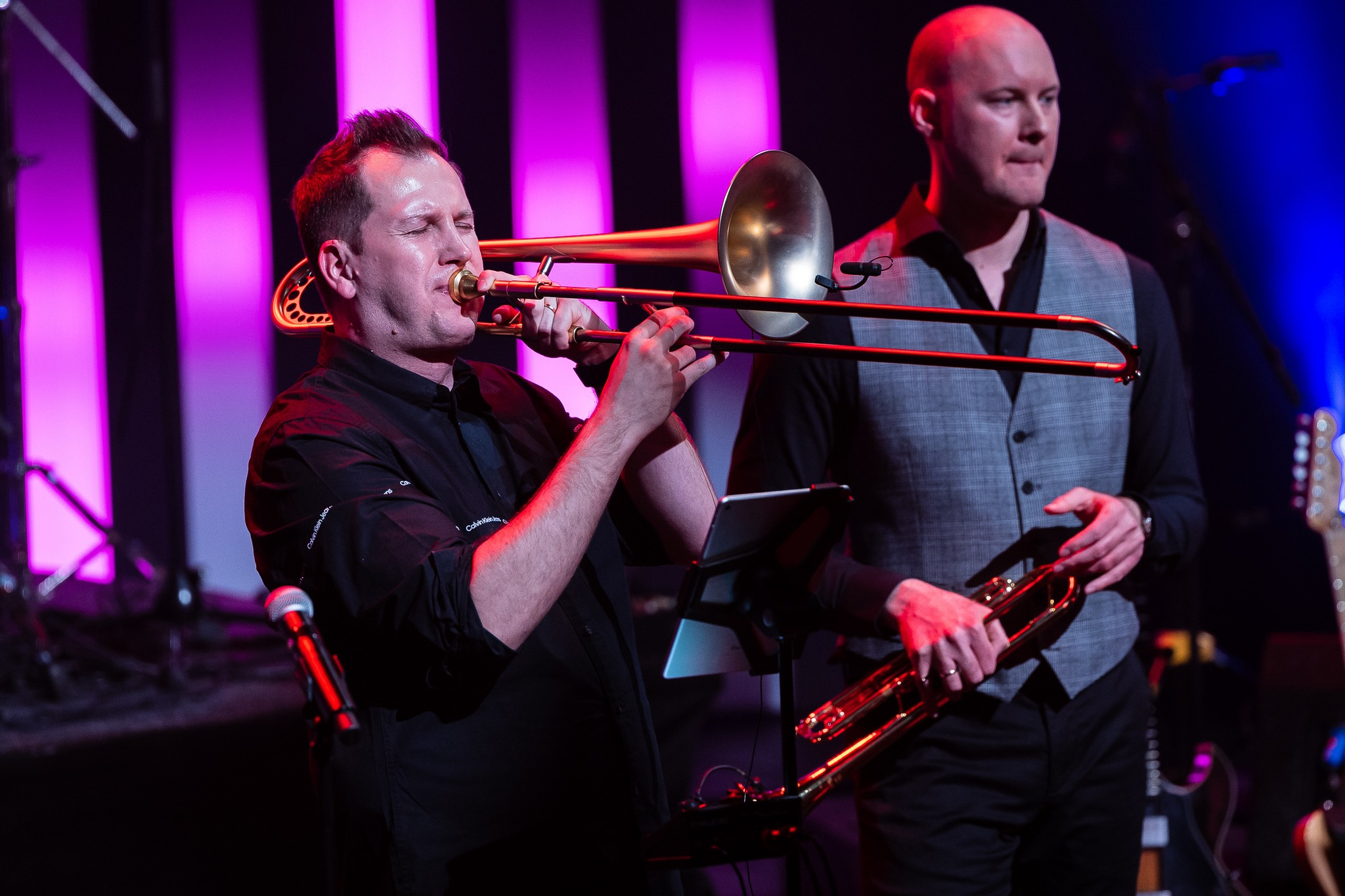
Krisztián Csapó during a concert in Budapest

## Zenei pályafutás
Számos színházi és koncertturnén vett részt szerte a világban, 90 országban lépett fel különböző produkciókkal. Rendszeres fellépője a Budapest Jazz Club koncertjeinek, a MÜPA jazzprogramjainak, valamint olyan rangos eseményeknek, mint a Paloznaki Jazzpiknik vagy a Jazz Showcase.
Szólistaként és stúdiózenészként is aktív, többek között játszott Charlie, Feke Pál, Zolbert, László Attila, Bolyki Tamás, Busa Pista és Temesi Berci lemezein. Zenekari tagként a Budapest Scoring filmzenei projektjeiben is közreműködik.
2023 óta a Magyar Jazz Szövetség elnökségi tagja.

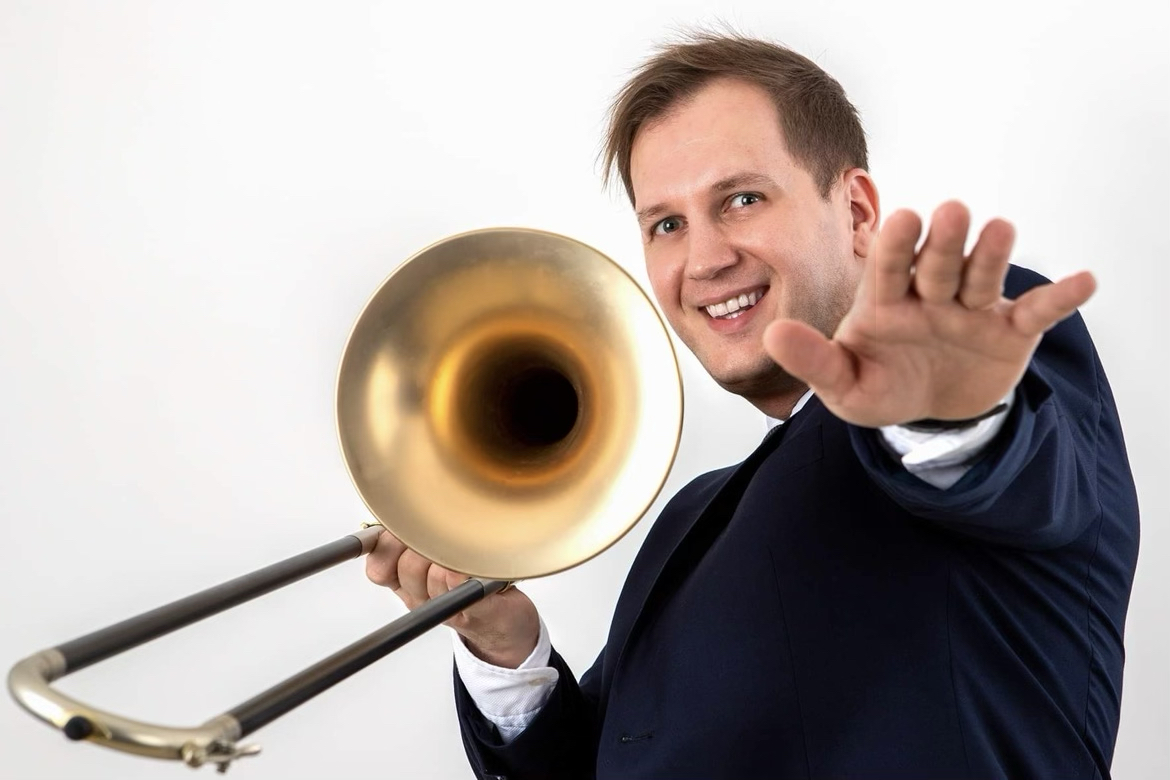
Krisztián Csapó jazz trombonist

## Szólóprojekt: KRIZ
KRIZ néven futó formációját 2022-ben mutatta be, első albuma „The Journey Home” címmel jelent meg. A lemezen közreműködtek: Borlai Gergő, Hadrien Feraud, Ryan Quigley, Tálas Áron, Fekete-Kovács Kornél, Mike Gotthard, László Attila, Soso Lakatos Sándor és mások.
2023-ban a MÜPA-ban adott koncertet Jesus Molinával, 2024-ben Andrea Motis vendégszereplésével mutatkozott be a Csapó Krisztián Quintet.

## Lemezek
- KRIZ – The Journey Home (2022)
- Charlie – Mindenen túl (2020)
- Temesi Berci - All In (2025)
- Nart Orchestra – Underground Big Band Reconceptualizations (2022)
- László Attila Fusion Circus – Good Luck (2022)
- BJC Big Band feat. Gunhild Carling – Live at MÜPA Budapest (2022)
- Bolyki Tamás – GPS (2023)
- Kelemen Angelika Quartet – Playing My Song (2023)
- Feke Pál – Az első harapás (2012)
- Busa Pista – XL (2019)
- The Mabon Dawud Republic – The Mabon Dawud Republic (2020)
- Zuboly – Örökzöld (2017)
- Lóci Játszik – Nyugi haver (2022)
- Golgota Gospel Kórus – He Is Worthy (2005)
- Joy Gospel Music – Biztos a cél (2008)
- Tommy Víg – Musical Impressions of Literary Giants of Hungary (2018)
- Mia Kim and Tommy Víg – Duólemez (2019)
- Zolbert – Live (2018), Focus (2022)
- Temesi Berci – III (2017)
- Jennifer Opean – Little Black Sheep and a Butterfly (2007)
- Kézműves Kultúra – La Bumm (2017)

## Díjak és elismerések
- Aranytíz Jazzverseny I. hely – SoulWhat együttes (Budapest, 2005)
- A Magyar Rádió Jazz Harsona Tehetségkutató Verseny IV. hely – (2007)
- Az év harsonása – JazzMa.hu:

Olvasói szavazólista: 2018, 2020 (I. hely), Szerkesztőségi szavazólista: 2022, 2023 (I. hely), Muzsikusi szavazólista: 2020 (I. hely)
- Az év harsonása – Jazz.hu szerkesztőségi szavazólista: 2023, 2024 (I. hely)
- Szikra-díj – A legjobb élőben előadott produkció: KRIZ (2022)
- Haag Brass hangszerendorser – Egyedi hangszer: Fabian Bachi (2021)

## Külső hivatkozások
- Csapó Krisztián az Instagramon
- Csapó Krisztián a Facebookon